# Mohr Automobile

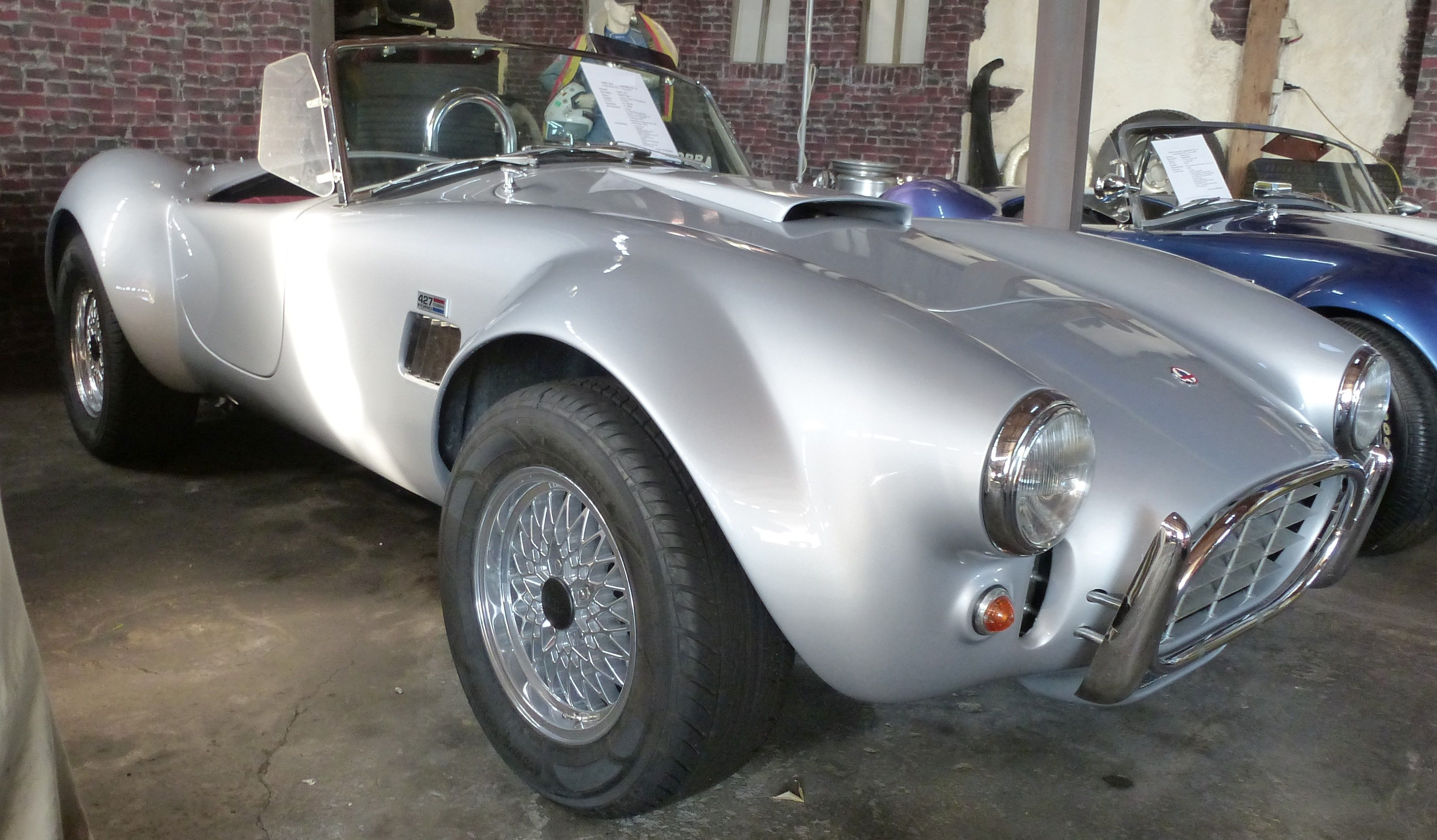
Mohr Cobra

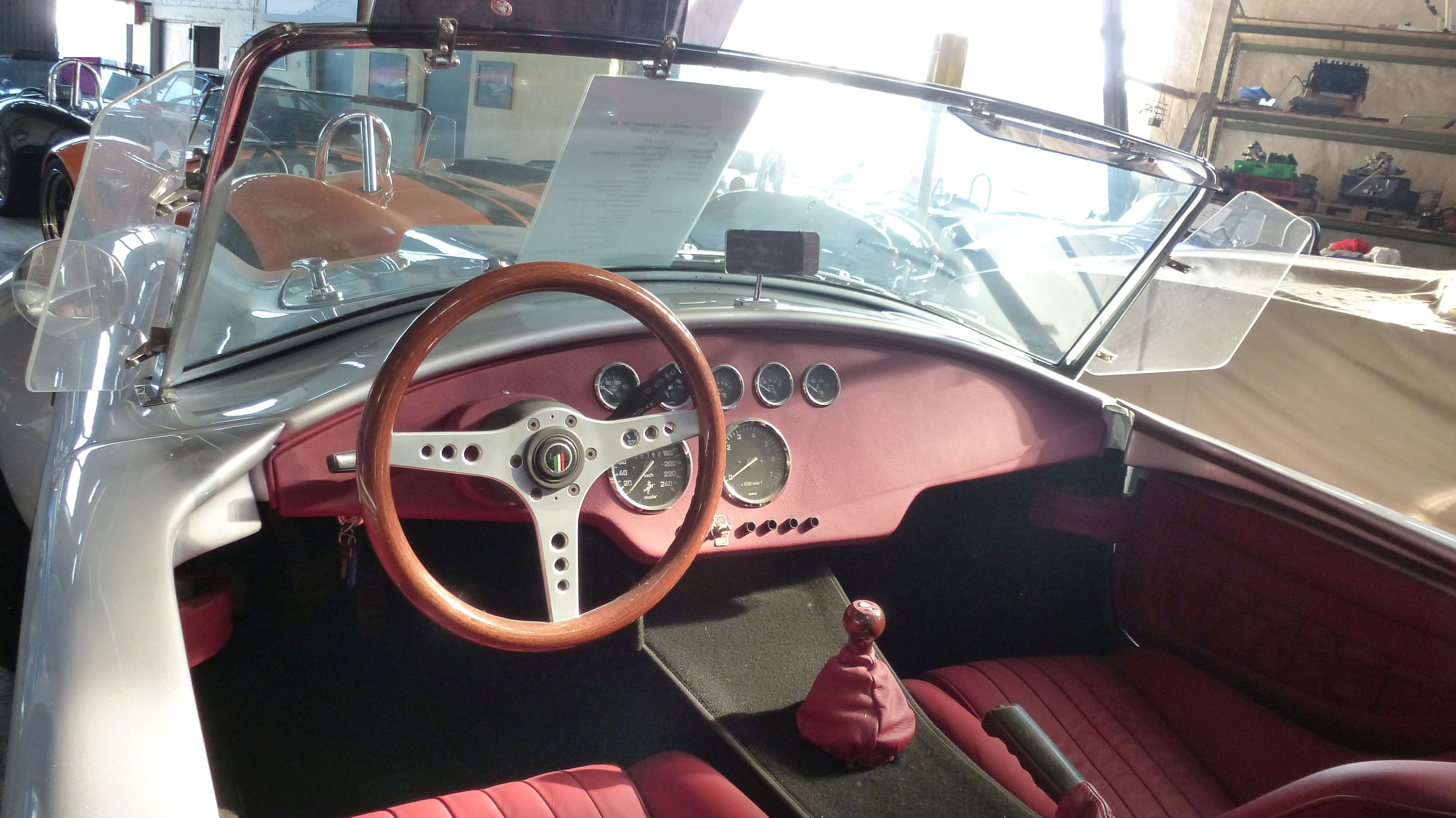
Interieur

Die Mohr Automobile GmbH, zuvor Motorsport-Center Mohr, war ein deutscher Hersteller von Automobilen.

## Unternehmensgeschichte
Jürgen Mohr gründete 1985 das Unternehmen Motorsport-Center Mohr. Firmensitz war in der Weilermer Straße 15 in Ittersbach. Im gleichen Jahr begann die Produktion von Automobilen. Der Markenname lautete Mohr. 1988 erfolgte der Umzug in die Siemensstraße 6 nach Feldrennach. 1990 lautete die Firma Mohr Automobile GmbH. Etwa 1996 endete die Produktion. Ab Modelljahr 1997 war das Autohaus Achim Gorgus an der gleichen Adresse tätig.

## Fahrzeuge
Das Unternehmen stellte Nachbildungen klassischer Fahrzeuge her. Viele Modell waren sowohl als Kit Car als auch als Komplettfahrzeug erhältlich.
Das Modell Cobra 427 war ein Nachbau des AC Cobra. Das Fahrzeug basierte auf einem eigenen Fahrzeugrahmen. Manche Teile vom Ford Granada fanden Verwendung, darunter auch der Sechszylindermotor mit 2800 cm³ Hubraum und 160 PS Leistung. Der V8-Motor von Rover stand ebenfalls zur Verfügung. Auf einem Fahrgestell von Jaguar war dieses Modell auch mit einem V8-Motor von Ford mit 5700 cm³ Hubraum erhältlich.
Daneben gab es ab Frühjahr 1987 einen Nachbau des Lamborghini Countach. Die Basis bildete ein Gitterrohrrahmen. Für den Antrieb sorgte ein Motor von Audi.
Das Modell Rush ähnelte dem Lotus Seven. Der Entwurf stammte von Dax. Hier sorgte ein Vierzylindermotor mit 2100 cm³ Hubraum und 115 PS vom Ford Sierra für den Antrieb. Gorgus übernahm das Modell ab 1996.
Außerdem war der Miami Spyder mit dem Zwölfzylindermotor vom Jaguar XJ 12 im Angebot.